# Kushikatsu

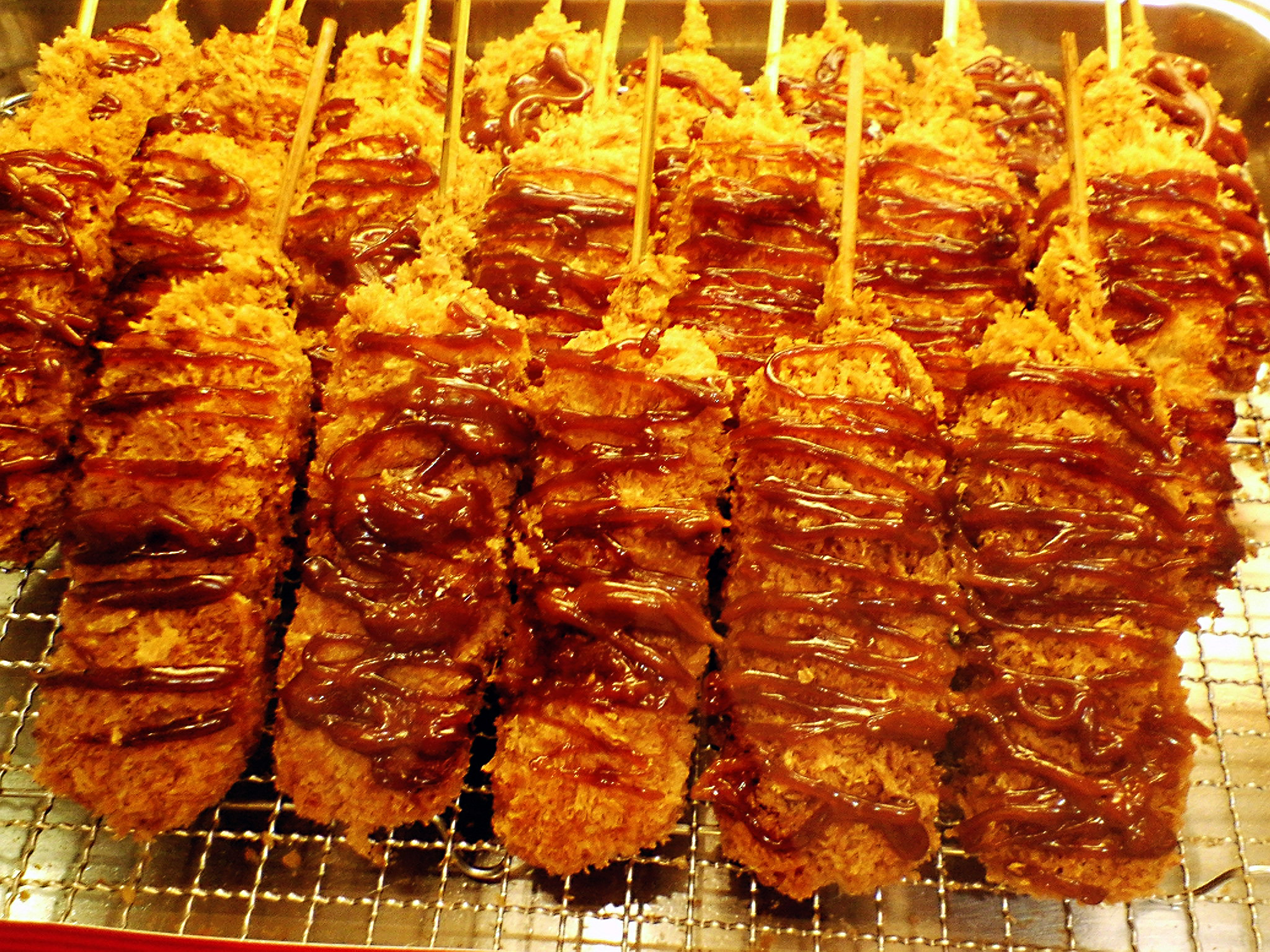
Kushikatsu med miso.

Kushikatsu (japanska: 串カツ?), eller kushiage (japanska: 串揚げ?), är en japansk maträtt som vanligtvis består av friterade kött, skaldjur och grönsaker som paneras i ägg, mjöl och panko.
Maträtten serveras på bambuspett och äts ofta med någon sås, till exempel tonkatsusås.

## Refererenser
1. ↑  ”Kushikatsu: How This Japanese Skewer Is Different From Tempura” (på amerikansk engelska). MICHELIN Guide. https://guide.michelin.com/en/article/features/the-art-of-kushikatsu. Läst 22 oktober 2024.
2. ↑  ”Kushikatsu: The Right Way to Eat Osaka’s Famous Delicacy” (på engelska). tsunagu Japan. 15 november 2023. https://www.tsunagujapan.com/the-right-way-to-eat-the-famous-osaka-kushikatsu/. Läst 22 oktober 2024.
3. ↑  ”Kushikatsu: Osaka's Comfort Food on a Stick” (på engelska). Nakama Noodles. 23 januari 2024. https://miauboxjapan.com/blogs/nakama-noodles-blog/kushikatsu. Läst 22 oktober 2024.